# Sekundarni metabolit
Sekundarni metaboliti su organska jedinjenja koja ne učestvuju direktno u normalnom rastu, razviću, ili reprodukciji organizma. Za razliku od primarnih metabolita, odsustvo sekundarnih metabolita ne dovodi do trenutne smrti, nego do dugotrajnog pogoršanja sposobnosti preživljavanja organizma, plodnosti, ili estetike, ili možda uopšte nema značajnih promena. Sekundarni metaboliti su obično ograničeni na uzak set vrsta unutar filogenetske grupe. Sekundarni metaboliti često igraju važnu ulogu u biljnoj odbrani od herbivora i drugih tipova odbrane od drugih vrsta. Ljudi koriste sekundarne metabolite kao lekove, začine, i rekreacione droge.

## Implikacije za ljudsko zdravlje
Većina polifenolnih nutriceutika biljnog porekla mora da podlegne intestinalnim transformacijama, posredstvom mikrobiotskih i enterocitnih enzima, da bi se mogli apsorbovati na enterocitnim i kolonocitnim nivoima. To dovodi do različitih povoljnih učinaka kod konzumenta, uključujući širok opseg zaštitnih efekata protiv virusa, bakterija, i protozoanskih parazita.